# Zelkova
Zelkova és un gènere d'arbres caducifolis dins la família Ulmaceae, natius del sud d'Europa i sud-oest d'Àsia. La mida de les espècies és variable des d'arbusts com Z. sicula a grans arbres de 35 m d'alt com Z. carpinifolia. Les fulles són de disposició alternada amb els marges serrats i al contrari que els seus parents els oms la base de la fulla és simètrica. El fruit és una drupa seca.

## Etimologia
El nom de Zelkova deriva del nom natiu de Z. carpinifolia en georgià (ძელქვა: dzelkva). ძელ dzel significa "biga", i ქვა kva significa "roca". Aquest arbre es feia servir per a la construcció d'edificis.

## Taxonomia
- Zelkova abelicea — de Creta
- Zelkova carpinifolia — Caucas
- Zelkova serrata — Japó i zones limítrofes
  - Zelkova serrata var. serrata
  - Zelkova serrata var. tarokoensis
- Zelkova sicula — Sicília
- Zelkova sinica — Xina
- Zelkova schneideriana — Xina

Híbrids
- Zelkova × verschaffeltii —Cut-leaf Zelkova (Z. carpinifolia × Z. serrata)

## Ecologia
Es trobava a Europa i Amèrica del Nord des del període Pliocè. Tanmateix les grans glaciacions del Plistocè van confinar el gènere al seu rang present en el Caucas, illes de l'est de la conca del Mediterrani i est d'Àsia on només hi va haver glaciacions localment restringides.
La zelkova siciliana no va ser descoberta fins a l'any 1991, i és considerada una espècie en perill amb només un petit grup d'arbres que pateixen la sobrepastura.

## Ús
Zelkova serrata i Z. carpinifolia són arbres ornamentals. La fusta de zelkova és dura i serveix per ebenisteria.